# Una vita non mi basta
Una vita non mi basta è il terzo album del gruppo musicale Lombroso, uscito nel 2010 per la Niegazowana Records.

## Tracce
1. Perdo te
2. Non ti resisto
3. Fissazione
4. Non mi fido di lei
5. Festa
6. Il tempo non è sempre magnifico
7. Tu non 6 la mia ragazza
8. Ti portero' lassù
9. Una vita non mi basta
10. Cos'hai da guardare?
11. Inutile domenica malinconica
12. Immenso e fragile